# Odelouca
Der Odelouca (portugiesisch Ribeira de Odelouca) ist ein rechter (nördlicher) Nebenfluss des Arade. Er fließt durch die Distrikte Beja und Faro in Portugal.
Der Odelouca entspringt im Kreis Almodôvar in der Serra do Caldeirão. Ungefähr acht Kilometer südöstlich der Stadt Monchique wird der Odelouca durch die Talsperre Odelouca zu einem Stausee aufgestaut.
Ungefähr vier Kilometer westlich der Kleinstadt Silves mündet der Odelouca dann in den Arade.